# Johann Georg Pinsel

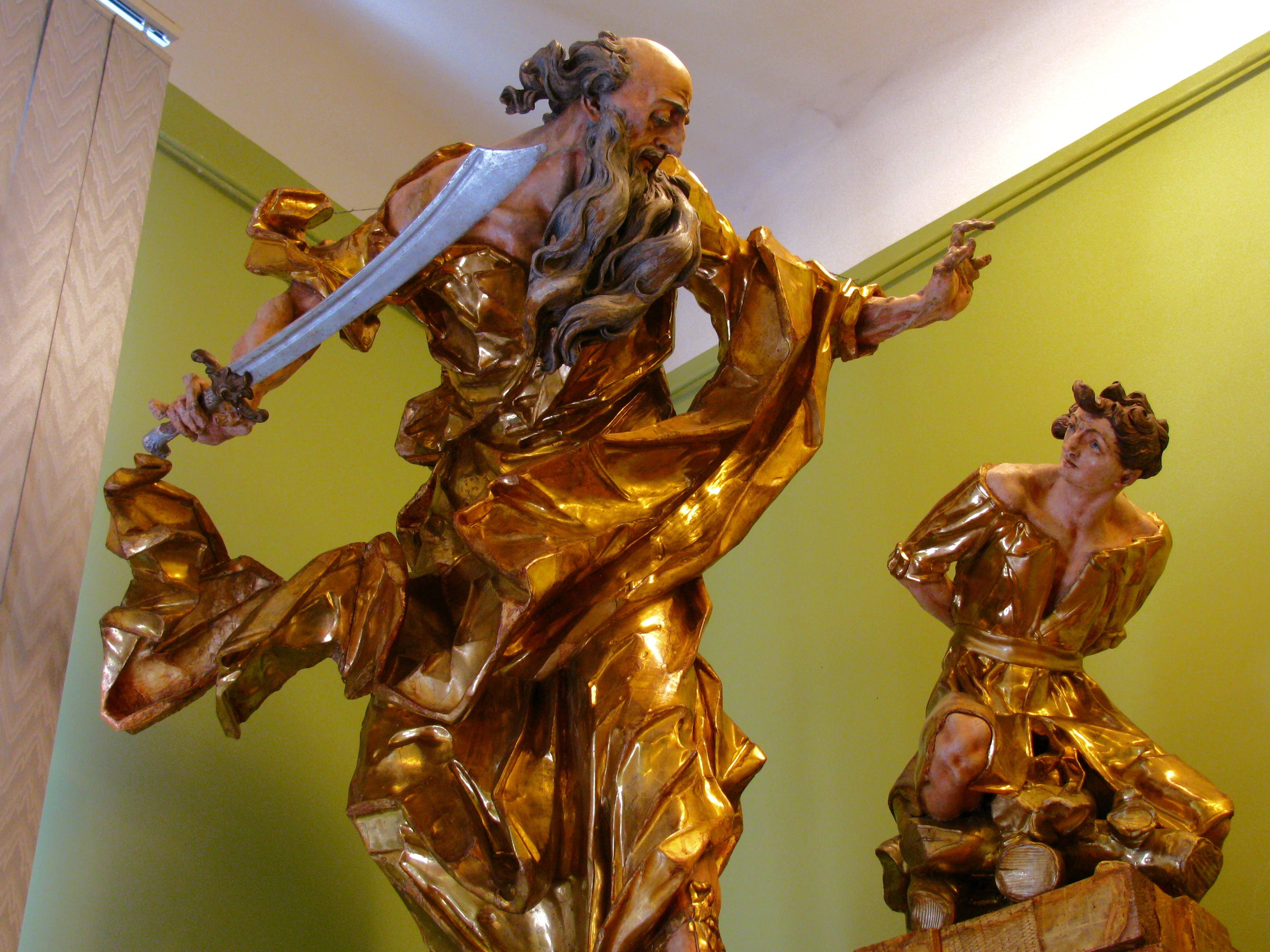
El sacrificio de Abraham de Pinsel.

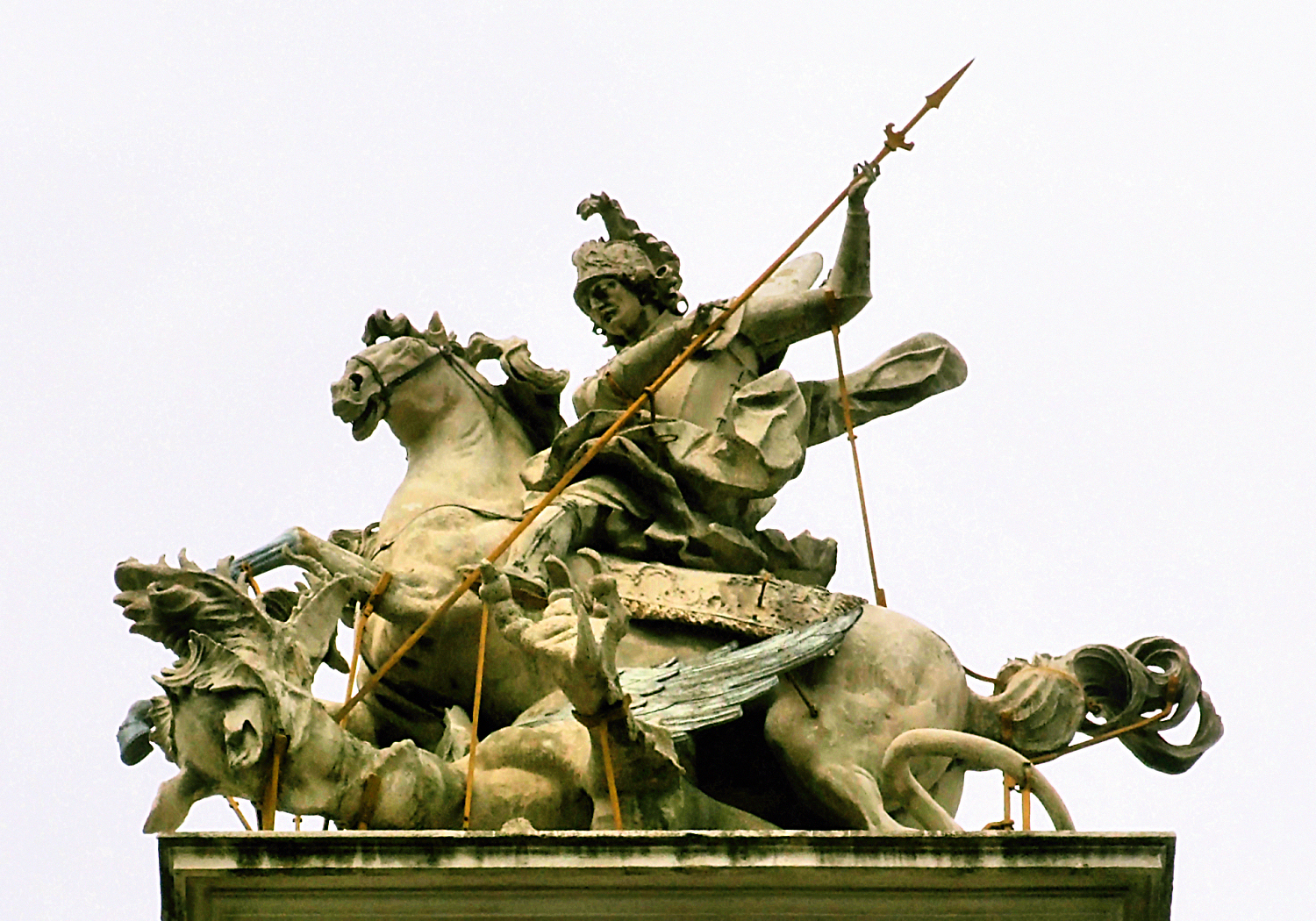
Escultura de San Jorge en la Catedral de San Jorge de Leópolis

Johann Georg Pinsel, normalmente utilizaba la firma de maestro Pinsel,(c. 1707-1761) fue un escultor polaco de mediados del siglo XVIII, representante del barroco y el rococó, dio lugar a la creación de una escuela de seguidores de su escultura.

## Biografía
Los datos biográficos del maestro son escasos. Desconocido es el lugar y la fecha de su nacimiento. Así mismo son desconocidas también las circunstancias de su llegada a la Galitzia ucraniana y los detalles de su fallecimiento. A mediados del año 1740 se presentó en la corte del magnate Bazyli Mikołaj Potocki quien se convirtió en su principal mecenas y cliente. El 13 de mayo de 1751 se casó en Buchach con la viuda Mariana Elizabeth Kejta, de la familia Mejevska. El matrimonio tuvo dos hijos Bernard y Anton.
Entre los años 1750 y 1760 trabajó en su mayoría, junto con el arquitecto Bernard Meretyn en Lviv, Khodorovychi (hoy provincia de Lviv ), Horodenka (hoy provincia de Ivano-Frankivsk ), Monastryrsk y Buchach. Las obras de Pinsel se caracterizan por una gran emoción y la dinámica de las formas creadas.
Documentos existentes dan fe de que el 24 de octubre de 1762 Elizabeth Pinzelova se casó por tercera vez con John Berensdorf. Por lo que se puede suponer que Pinsel debió morir un poco antes de esta fecha hacia 1761, muy probablemente en Buchach.

### Bocetos
La viuda de Pinsel se llevó con ella una parte de bocetos de las esculturas del maestro. Se encontraron una serie de seis en 1999 en la Feria de Arte en Múnich, se cree procedentes de Austria. Todos, excepto un San José, son tipo miniatura de una altura de unos 10 cm.

## Museos y monumentos
- Lviv, Galería Nacional de Bellas Artes : Dolorosa - Abraham sacrificando Isaac - Santa Ana - Sansón y el león - San Juan.
- Iglesia Corpus Domini de Wroclaw, Polonia : Cristo crucificado.
- Iglesia des Missionnaires d'Horodenka : San José.
- Museo Nacional Bávaro, Múnich : San José.
- Ternopil, Museo regional de las Tradiciones locales : San Valentín sujetando por el brazo a un niño epiléptico
- Catedral de San Jorge Leópolis : varias esculturas.
- Ayuntamiento de Buczacz.